# Buxus portoricensis
Buxus portoricensis är en buxbomsväxtart som beskrevs av Brother Alain. Buxus portoricensis ingår i släktet buxbomar, och familjen buxbomsväxter. Inga underarter finns listade i Catalogue of Life.